# Michel Lalonde
 (juillet 2016).
Si vous disposez d'ouvrages ou d'articles de référence ou si vous connaissez des sites web de qualité traitant du thème abordé ici, merci de compléter l'article en donnant les références utiles à sa vérifiabilité et en les liant à la section « Notes et références ».
Pour les articles homonymes, voir Lalonde.
Michel Lalonde est un chanteur franco-ontarien né le 15 juillet 1947 au Canada.

## Carrière
Avec son frère Marc, il est membre fondateur du groupe Garolou et ils participent à tous les albums ainsi qu'à toutes les tournées du groupe depuis 1976. Quand Garolou cesse temporairement ses activités en 1983, Michel Lalonde entreprend une carrière solo à Montréal durant laquelle il enregistre Délit de suite, qu'il présente dans le cadre de plusieurs festivals au Canada et en Europe.
Il arrive en Saskatchewan en 1990, alors qu'il accepte un poste d'artiste en résidence à Prince Albert. Il ne tarde pas à se faire connaître du public fransaskois en se présentant en spectacle avec Les ZED lors du Congrès annuel de l'ACFC à Saskatoon en novembre 1990. Toujours à Prince Albert, Michel aide à mettre en place les fondements des Franco-Rockeurs et collabore avec Lorraine Archambault à la création de la comédie musicale Branle-bas dans la baraque. Il est choisi comme directeur artistique du 2e Gala fransaskois de la chanson à Régina en 1991. Après ce séjour à Prince Albert, Michel Lalonde passe du temps avec Le MAT au Collège Mathieu avant d'être nommé réalisateur à Radio-Canada, Régina. Il est un des membres fondateurs du programme InPAC et du groupe La Raquette à claquettes (album « L'Abbé rôde » en 2001, dont le nom fait référence au disque Abbey Road des Beatles). Après un séjour d'un an à Toronto, Michel Lalonde est de retour à Regina.
Michel Lalonde a également reçu un Prix Mercure Hommage (SOCAN) lors du gala Chant'Ouest 2000 en Alberta en plus de 2 prix Félix, 1 disque d'or et plusieurs nominations avec Garolou au Gala de l'ADISQ.

## Discographie

### Albums solo
- 1988 : Délit de suite
- 2011  : Amour fou
- 2019  : Comme un engin

### La Raquette à Claquettes
- 2001  : L'abbé rôde
- 2007  : Quand la pluie viendra

### Garolou
- 1999 Mémoire vive
- 1997 Réunion - Album « live »
- 1982 Centre-Ville
- 1980 Romancero
- 1978 Garolou
- 1976 Lougarou

### Compilations
- 1998 La Nuit sur l'étang 1973-1998
- 1991 Garolou - Tableaux d'hier V.1 et V.2
- 1981 Garolou - Profil
- 1981 Les Félix / Gagnants 1980

## Nominations & récompenses
- 2006 : Prix (R. à Claquettes) pour le meilleur album francophone (Quand la pluie viendra) au Gala du Western Canadian Music Awards (en).
- 2001 : Nomination (La Raquette à Claquettes) pour le meilleur album francophone (L'abbé Rôde) au Gala du Western Canadian Music Awards.
- 2000 : Prix Mercure Hommage lors du gala Chant'Ouest en Alberta
- 2000 : Nomination (Garolou) pour l'album Traditionnel de l'année (Mémoire Vive) au Gala de l’ADISQ
- 1998 : Nomination (Garolou) pour l'album Folk de l'année (Réunion) au Gala de l’ADISQ
- 1982 : Nomination (Garolou) pour l'album Rock de l'année (Centre-Ville) au Gala de l’ADISQ
- 1980 : Prix Félix (Garolou) pour l'album Folk de l'année (Romancero) au Gala de l’ADISQ
- 1979 : Prix Félix (Garolou) pour l'album Folk de l'année (Garolou) au Gala de l’ADISQ
- 1978 :  Or Garolou pour leur album éponyme (1978)